# Tony Fergo
Antonio Fernández Gómez (Guanabacoa, Cuba, 13 de enero de 1923-Panamá, 26 de febrero de 2018), más conocido como Tony Fergo, fue un locutor, escritor, publicista y compositor nacido en Cuba y radicado en Panamá. Fue creador, entre otros, del jingle publicitario “Panamá tiene 9 provincias”, que llegó a ser muy popular en Panamá y fue reeditado en 2016 para añadir la décima provincia de Panamá, luego de 37 años de su creación. Fue autor de 20 libros de humor y tres de vivencias.

## Inicios
Se inició en la radio en 1940 en la CMCQ La Habana, Cuba, con el seudónimo de Tony Fergo, que le acompañó toda su vida. En 1947 fue seleccionado por la Asociación de la Crónica Radial Impresa (ACRI) como el compositor más destacado del año. Aceptó trabajar con los hermanos Eleta y se estableció en la Ciudad de Panamá, el 7 de agosto de 1957. Asumió funciones de publicidad, atendiendo dos radioemisoras, produjo campañas para cigarrillos, detergentes, aceites, productos de marca y promovió el inicio de la televisión en abril de 1960.

## Carrera como publicista
En 1948 estableció su propia agencia en Cuba, Fergo Arregui, con la cual logra el auge del jingle como elemento creativo. Paralelamente aceptó en 1955 la vicepresidencia de la New York Sewing Machine Corp. y en 1957 se radicó en Panamá con la meta de crear la industria publicitaria como base para el lanzamiento de la primera televisora, junto al magnate radiofónico Fernando Eleta Almarán.
En enero de 1960 Fergo Advertising inicia como factor importante para el desarrollo de la publicidad y el mercadeo, fomentando,  a través de la Asociación Panameña de Agencias de Publicidad, creada en 1958, la instalación de nuevas agencias y en especial, trayendo al negocio organizado, ejecutivos que trabajaban para los medios.  
En 1962 crea la Publicidad Universal. McCann Erickson le ofrece su representación.  Da la primera dirección a su hermano Aurelio - Lilo - Especialista en la industria de encuestas publicitarias. 
Fergo Advertising de Panamá se inicia con solamente tres clientes,  Nestlé  entre ellos.
El 5 de enero de 1976, abre sus puertas Tony Fergo y Asociados y obtiene ese día la publicidad de la cadena Supermercados Gago,  que alcanza en poco tiempo el primer lugar en ventas, popularidad e imagen.
Supermercados Gago cambió su imagen de las tradiciones publicitarias con nuevas cuñas, jingles impactantes y modernas ideas de mercadeo.  Surge el lema de “Gago es parte de su hogar”. Se introduce el personaje de “Julio Gago” – en el mes de las ventas más bajas, anualmente. Se transforma en una Navidad de medio año.  Su anuncio sobre las 9 Provincias de Panamá es un jingle que aún se canta a más de 40 años de su estreno.  Para 2016 se crea la décima provincia, Panamá Oeste, y se realiza el nuevo lanzamiento con las 10 provincias de Panamá.

## Afiliaciones
Fue miembro del Club Rotario de Panamá, Director de la Cámara de Comercio de Panamá, del Club de Golf y fundador de la Asociación Panameña de Agencias de Publicidad, de donde se retiró como presidente emérito.  Fue presidente del Consejo Nacional de Publicidad; director fundador de la Federación de Agencias de Publicidad de Centroamérica y Panamá (FECAP) y presidente de la Asociación de Agencias de Publicidad Iberoamericana (ADAPI).

## Obras

### Musicales
- Luna lunera con un número plural de artistas en todo el mundo.
- Alma vanidosa con Los Panchos.
- Conformidad con Arturo Gatica y Esmeralda, en Chile .
- En la palma de la mano – Leo Marini
- Burbujas – Daniel Santos
- Dicen los que saben – Julio Jaramillo
- Yo no dejo de amarte – Vicentico Valdés
- Intermedio– Nilena Zisópulos
- Cositas del pasado – Leony Herrera
- Luna llena del 31 de diciembre de 2012 – Es una saga de 13 canciones, una por luna en un año blue moon, con la voz y arreglos de Alejandro González Horta.
- Tu retrato– Cutito Larrinaga

### Humorismo
- Horóscopo para idiotas
- Guanabana grande
- Enanito y las siete blancanieves
- Que chancho era chuncho
- Los verdes viejos verdes
- Teatro breve para gente brava
- Vaya usted a hacer gárgaras
- El abominable marido de la nieves
- Unos cuantos  cuentos
- El ubicuo señor ANTOLIN
- Que grandes somos los enanos
- El mundo es una puñetería
- El niño de dentro
- Me muero de la risa
- Estupideces dominicales
- Oño… que año
- El milagro de los cien días
- erase una … ¿ves?,  - entre otros

### Poesía
- … Habrá poesía
- Acaso en el ocaso
- Poemas en azul –  de reciente  edición

### Libros  de  Remembranzas
- Gente  que conocí
- el tee a la hora del te –  su último aporte al humorismo mezclando el Golf de que fue director en el Club de Golf de Panamá, con  pequeñas, crónicas cómicas de humor